# Courage (Milton Nascimento)
Courage è il secondo album del cantante e compositore brasiliano Milton Nascimento, pubblicato nel 1968 dalla A&M Records. Diviene il primo disco di Milton Nascimento ad arrivare sul mercato nordamericano distribuito da CTI Records: secondo Richard S. Ginell di Allmusic, l'album è un «capolavoro».
| Recensione                    | Giudizio |
| ----------------------------- | -------- |
| AllMusic                      | [ 1 ]    |
| The Rolling Stone Album Guide | [ 2 ]    |

## Tracce
1. Bridges (Travessia) – 3:52
2. Vera Cruz – 3:12
3. Tres Pontas – 2:45
4. Travessia – 4:12
5. Courage – 3:25
6. Rio Vermelho – 3:23
7. Gira Girou (Round and Round) – 3:26
8. Morro Velho – 4:28
9. Catavento – 2:31
10. Canção do Sal – 3:07